# Charles Philippe Lafont

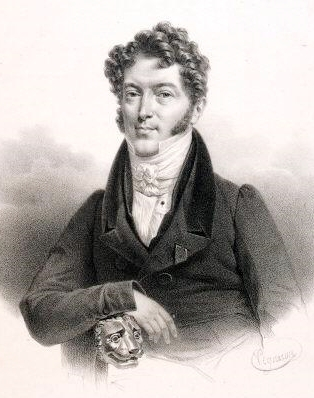
Charles Philippe Lafont

Charles Philippe Lafont (* 1. Dezember 1781 in Paris; † 23. August 1839) war ein französischer Violinspieler und Komponist.

## Leben
Charles Philippe Lafont erhielt seine Ausbildung im Violinspiel durch Rodolphe Kreutzer und Pierre Rode, in der Komposition durch Henry Montan Berton. Er begab sich 1801 auf Kunstreisen durch ganz Europa und wurde 1808 in Petersburg vom Kaiser Alexander I. zu seinem ersten Violinisten und Konzertmeister ernannt.
1815 nach Paris zurückgekehrt, wirkte er dort als erster Violinist der königlichen Kapelle und später als erster musikalischer Begleiter der Herzogin von Berry. Mit Franz Liszt spielte er während dessen Aufenthalt in Genf ein Duo für Klavier und Violine Grand Duo concertant sur la Romance: »Le Marin« Am 3. und am 10. Januar 1835 spielte er auf der Durchreise in Magdeburg unter Richard Wagner als Dirigent, zwei Konzerte. Die Geigerin Teresa Milanollo (1827–1904) war seine Schülerin.
Er verunglückte auf einer Reise zwischen Bagnères-de-Bigorre und Tarbes durch Umstürzen des Postwagens und starb infolgedessen am 23. August 1839.

## Kompositionen
Als eine seiner zahlreichen Kompositionen (Konzerte, Variationen, Phantasien etc. für sein Instrument), die sich zeitweilig großer Beliebtheit erfreuten, findet sich im Thüringischen Staatsarchiv Rudolstadt das Werk „So triomfar“. Szene und Arie für Sopran, konzertierende Solovioline und Orchester D-Dur.